# Serruria cyanoides
Serruria cyanoides är en tvåhjärtbladig växtart som först beskrevs av Carl von Linné, och fick sitt nu gällande namn av R. Br. Serruria cyanoides ingår i släktet Serruria och familjen Proteaceae. Inga underarter finns listade i Catalogue of Life.